# Batalla de Vóljov
El 16 de septiembre de 1941 tras conquistar la ciudad de Nóvgorod, las fuerzas alemanas continúan hacia el norte siguiendo el curso del río Vóljov, asegurando el cerco de Leningrado. Se le encomienda a la División Azul realizar diversos golpes de mano para obtener información y destruir puestos enemigos en la otra orilla del río. 
El 18 de octubre el general Muñoz Grandes ordenó al coronel Esparza el paso del río, acción conocida como la Batalla de Vóljov que realiza el 2º Batallón del Regimiento 269 al mando del comandante Miguel Román Garrido, escogiendo como punto de cruce Udárnik, donde el río tiene una anchura de trescientos metros, lo que supuso doce minutos de travesía que se realiza en botes neumáticos con capacidad para ocho personas.
La acción se realiza en silencio, sin protección artillera, explotando el factor sorpresa, pasando la tierra minada y lanzándose al asalto de la cota escogida, un vital observatorio de la artillería soviética. Después de establecer la cabeza de puente, rechazan un fuerte contraataque del 2º Batallón del 848° Regimiento soviético.
El 20 de octubre de 2000 hombres han cruzado el río y se permite la instalación de un transbordador por parte de la 514ª Compañía de Pontoneros. Consolidada la posición, se inicia la ofensiva hacia el este, ocupando Smeissko, Russa, Sitno, Tigoda y Petróvskoie.
El capellán castrense Juan Dehesa Manuel fue condecorado con la Cruz de Hierro por su brillante actuación en la cabeza de puente del Vóljov.[cita requerida]